# Chyliza kunashirica
Chyliza kunashirica är en tvåvingeart som beskrevs av Shatalkin 1989. Chyliza kunashirica ingår i släktet Chyliza och familjen rotflugor. Inga underarter finns listade i Catalogue of Life.